# Tetracanthella gruiae
Tetracanthella gruiae är en urinsektsart som beskrevs av Josef Rusek 1979. Tetracanthella gruiae ingår i släktet Tetracanthella och familjen Isotomidae. Inga underarter finns listade i Catalogue of Life.